# Castello di Lesignano
Il castello di Lesignano era un maniero medievale, che sorgeva sulle colline adiacenti al centro di Lesignano de' Bagni, in provincia di Parma.

## Storia
Il castello fu edificato in epoca imprecisata a presidio della sponda destra della Val Parma, sulle alture a est del borgo medievale di Lesignano.
La prima testimonianza della sua esistenza risale al 3 aprile del 1405, quando l'edificio, appartenente a Pietro e Giacomo de' Rossi, durante gli scontri che opposero i Rossi e i Terzi fu attaccato e conquistato dalle truppe guidate da Guido Torelli.
Nel 1464 Pier Maria II de' Rossi assegnò nel testamento la fortezza a Ottaviano, che, pur risultando formalmente figlio di Bianca Pellegrini, sua amante, e del marito Melchiorre Arluno, in realtà era molto più probabilmente figlio naturale del conte. Tuttavia, Ottaviano premorì a Pier Maria, perciò i beni a lui destinati furono assegnati all'erede principale Guido.
La disastrosa guerra dei Rossi avviata agli inizi del 1482 stravolse i piani di Pier Maria, che morì nel vicino castello di Torrechiara il 1º settembre di quell'anno; dopo la spartizione dell'eredità, Lesignano passò a Guido, ma dopo pochi mesi il feudo fu confiscato da Ludovico il Moro.
Dopo la conquista del ducato di Milano da parte del re di Francia Luigi XII, il maniero tornò ai Rossi, giungendo nelle mani di Giulio Cesare, conte di Caiazzo; quest'ultimo nel 1539 rapì Maddalena Sanseverino, primogenita del conte Roberto ed ereditiera del feudo di Colorno, e la sposò; il papa Paolo III, nella sua qualità di sovrano di Parma, che dal 1521 dipendeva stabilmente dallo Stato della Chiesa, condannò il Rossi alla confisca delle sue terre parmensi, fece radere al suolo la fortezza di Lesignano e assegnò il feudo al nipote Sforza I Sforza di Santa Fiora.
Del castello si perse in seguito ogni traccia.